# Арпорек
 Арпорек  — посёлок в Малмыжском районе Кировской области. Входит в состав Плотбищенское сельского поселения.

## География
Расстояние до районного центра — 33 км. Высота над уровнем моря 70 м. Посёлок расположен на реке Вятка.

## Население
| 2010 |
| ---- |
| 156  |